# Çardaklı, Mesudiye
Çardaklı là một xã thuộc huyện Mesudiye, tỉnh Ordu, Thổ Nhĩ Kỳ. Dân số thời điểm năm 2010 là 154 người.